# Oviduktální reservoár

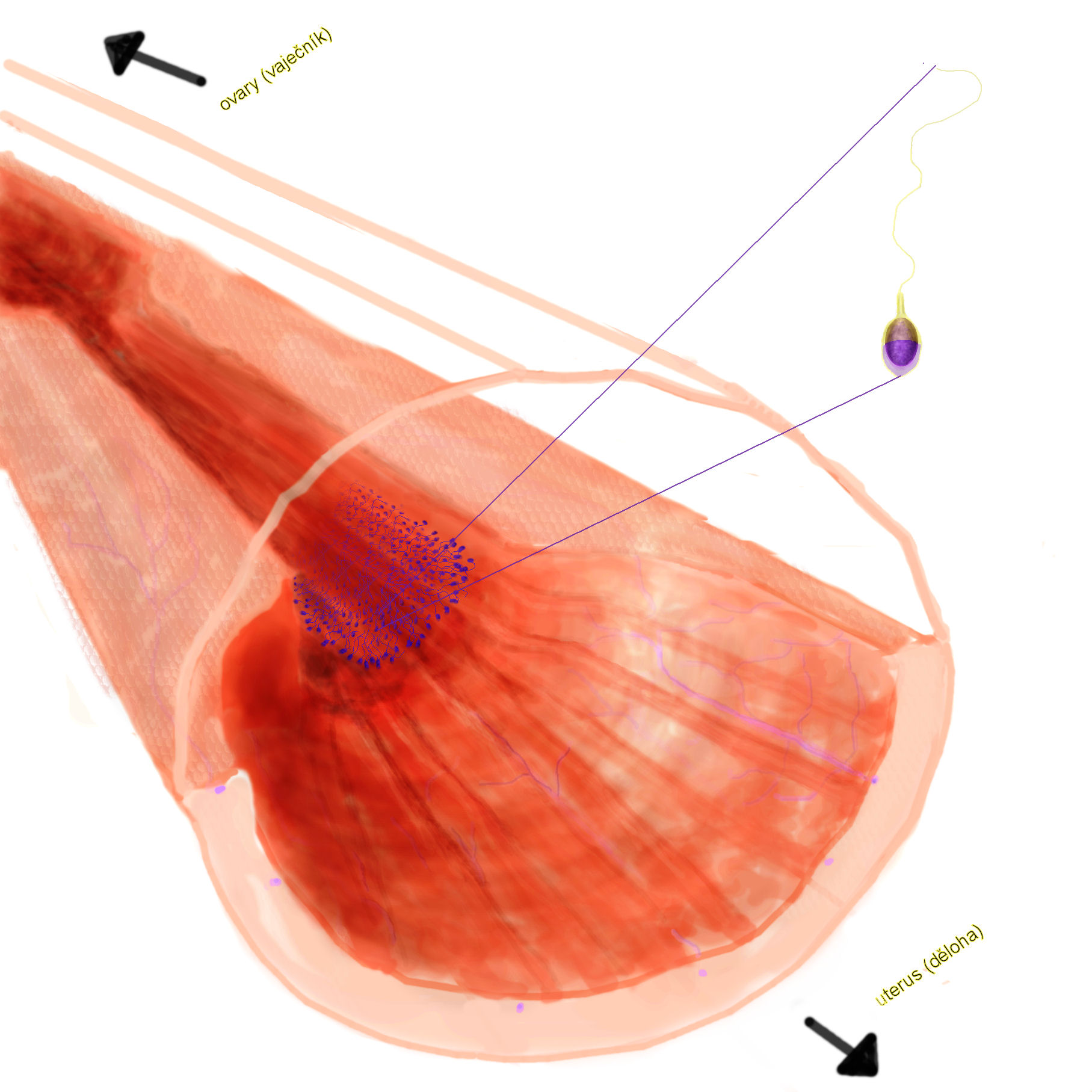
Detail oviduktálního rezervoáru v isthmické části oviduktu

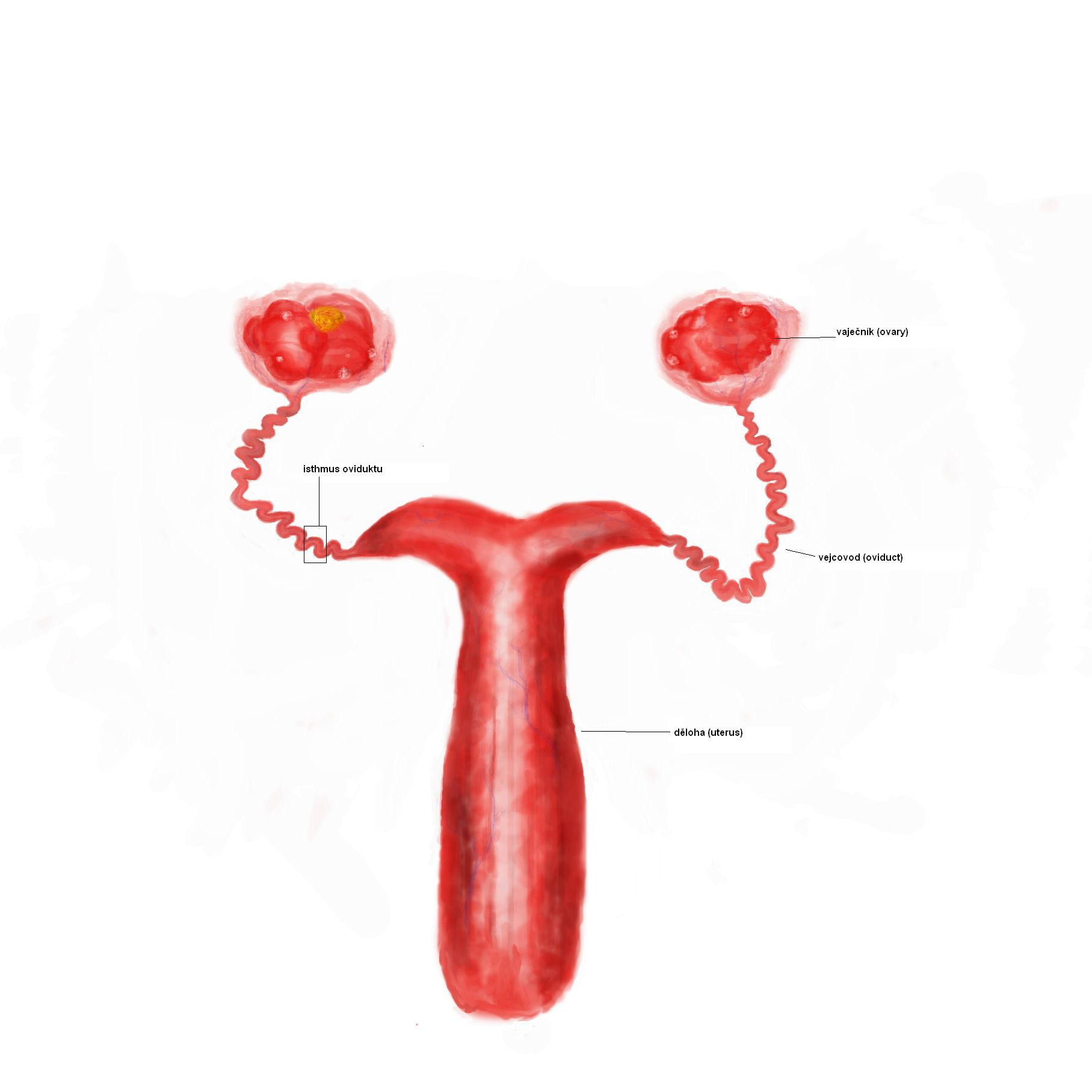
Pohlavní trakt samice

Oviduktální rezervoár je místo, kde se ve vejcovodu (oviduktu) na určitou dobu uchylují spermie. U většiny druhů savců se ustanovuje tento rezervoár v tzv. isthmické části vejcovodu. Isthmem vejcovodu se označuje část poblíž dělohy, která je výrazně zúžená (z lat. isthmus – zúženina).

## Význam
Spermie se zde navážou na epitel vejcovodu, což zpomaluje proces kapacitace a tím se prodlužuje životnost spermií z několika hodin na několik dnů. Díky oviduktálnímu rezervoáru je tedy šance na oplození vyšší. Postupné uvolňování spermií z reservoáru také snižuje množství spermií přítomných kolem vajíčka v daný moment a tím snižuje pravděpodobnost tzv. polyspermie – jevu, kdy je vajíčko oplodněné více spermiemi a který je u savců neslučitelný s dalším vývojem.

## Vznik
Podstatou vzniku oviduktálního reservoáru je navázání proteinů na povrchu spermií na sacharidy vystavované na vnitřním povrchu vejcovodu. Během ejakulace se na povrch spermie navážou proteiny pocházející z přídatných pohlavních žláz (převážně ze semenných váčků), které spermii propůjčují nové vlastnosti. Jednak zabraňují předčasné kapacitaci (tzv. dekapacitační faktory), jednak právě umožňují spermii specificky rozpoznat určité sacharidové struktury na povrchu oviduktálního epitelu.
Je možné uvést konkrétní příklady různých vazeb mezi spermiemi a epitelem vejcovodu v závislosti na živočišném druhu:
- skot – býčí seminální protein PDC-109 rozpoznává L-fukózové zbytky na glykoproteinech oviduktálního epitelu.[2]
- prase – kančí seminální proteiny spermadhesiny (pravděpodobně AQN1) rozpoznávají polymanosylové řetězce (vysokoafinitní ligandy) a řetězce obsahující galaktózu (nízkoafinitní ligandy) na povrchu oviduktálního epitelu [3]
- kůň – galaktózu-vázající protein (galactose-binding protein) s Mr~ 66 000 na povrchu hřebčí spermie je schopen rozpoznávat galaktózu na povrchu oviduktálního epitelu klisny[4]
- křeček – křeččí spermie při vazbě na ovidukt rozpoznávají oligosacharidy obsahující kyselinu sialovou[5]

## Uvolňování spermií z rezervoáru
Spermie se z reservoáru uvolňují postupně, takže se po delší dobu udržuje ve vejcovodu jejich kapacitovaná, oplodnění schopná populace. Ovulace je stimulem k výraznějšímu uvolňování spermií z rezervoáru. V průběhu kapacitace spermie postupně ztrácí některé povrchové proteiny a s nimi i schopnost vázat se na oviduktální epitel. Tomu také napomáhá jev hyperaktivace (prudké zvýšení frekvence kmitů bičíku a změna charakteru pohybu spermie), který kapacitaci provází. Uvolněná spermie je plně vystavena oviduktální tekutině, která výrazně urychluje kapacitaci.